# المواطنة المكانية
تصف المواطنة المكانية قدرة الأفراد والجماعات على التفاعل والمشاركة في صنع القرار المكاني المجتمعي من خلال الإنتاج الانعكاسي واستخدام الوسائط الجغرافية (الوسائط الجغرافية مثل الخرائط والكرات الأرضية الافتراضية ونظم المعلومات الجغرافية وGeoweb ). المواطنون المكانيون هم مستخدمون عاديون قادرون على استخدام الوسائط الجغرافية للتشكيك في وجهات النظر الحالية حول العمل في الفضاء (مثل القواعد الاجتماعية والتخطيط المكاني ) ولإنتاج الرؤى المكانية البديلة والتواصل معها والتفاوض بشأنها.
المواطنة المكانية هي نهج تعليمي عند تقاطع التربية المدنية وتعليم الجغرافيا. نقاطه المرجعية النظرية الرئيسية هي الأشكال التحررية للمواطنة و "التملك الانعكاسي للفضاء". 

## النقاط المرجعية في التربية على المواطنة
يمكن تمييز المواطنة المكانية عن مناهج التربية المواطنة التقليدية في العديد من النواحي:
- المواطنة المكانية تحترم الهياكل المؤسسية والموقعية المتعددة. وهي منفصلة عن "المواطنة" الوطنية التقليدية لأنها غير مرتبطة بالأمة أو بالدولة المحلية ككيانات مكانية محددة مسبقًا. تقوم المواطنة المكانية على مبادئ حقوق الإنسان والتفاوض الديمقراطي لضمان أساس للمصالحة والتسوية.[بحاجة لمصدر]</link> وهي تستند إلى مفهوم المواطنة النشطة (على النقيض من المواطنة النشطة ) التي صاغتها كاثرين ميتشل وسارة إلوود ، اللتان تتحدىان القواعد الاجتماعية التي لا جدال فيها والتي تحد من المشاركة. [2]
- تشير المواطنة المكانية إلى مفهوم مفتوح ومرن للمؤسسات الاجتماعية. إنه يحل محل فكرة الانتماء إلى مكان محدد مع فكرة الانتماء إلى مجتمعات متعددة ومتغيرة قد تكون مرتبطة أو لا ترتبط بموقع معين على سطح الأرض. جادل أنغراد ستيفنز وفيكي سكوير بأن عمليات التفاوض المجتمعي قد تحولت بعيدًا عن المجتمعات الثابتة بسبب تقنيات المعلومات الجديدة. [3] [4]
- تجذب المواطنة المكانية اهتمامًا خاصًا لمجتمعات الويب والشبكات الجغرافية الاجتماعية. المواطن المكاني هو `` مواطن محقق ذاتيًا '' ، على عكس مفهوم `` المواطن المطيع '' في الماضي ، يمكنه استخدام الويب 2.0 والتطبيقات المستندة إلى السحابة لمقارنة مصادر المعلومات المختلفة والتي من المحتمل أن تكون متناقضة والتواصل معه. الأفكار البديلة الخاصة بك عبر أدوات الويب التعاونية . [5] [6]

## لنقاط المرجعية في الجغرافيا الاجتماعية: الاستيلاء على الفضاء
أصبحت المواطنة المكانية نقطة مرجعية مفاهيمية في نظريات الجغرافيا الاجتماعية ذات التوجه العملي والجغرافيا الثقافية الجديدة.  تؤكد هذه المناهج أن البشر دائمًا ما يلائمون المساحات ، لأنهم يربطون المعاني بالمواد المادية الموجودة جغرافيًا من أجل إعدادها لأفعالهم الخاصة. [بحاجة لرقم الصفحة]
في هذه النظريات ، يُنظر إلى المساحات على أنها مبنية اجتماعياً . إلى حد كبير ، يعمل ارتباط المعنى دون وعي ، باتباع الفئات والخطابات المقبولة اجتماعياً والسائدة.[بحاجة لمصدر]</link> المعاني المعطاة للأشياء المادية تحدد الإجراءات التي تعتبر ممكنة. على سبيل المثال ، قد يكون لمجال الإسفلت في وسط المدينة معانٍ متعددة: يمكن تفسيره على أنه منطقة وقوف السيارات بالإضافة إلى مكان لألعاب الكرة ، حيث يتنافس كلا المعنيين على الهيمنة. بمجرد أن يصبح معنى ما متفوقًا ، وهو نتيجة لعلاقات القوة الاجتماعية ، قد يتراجع المعنى الآخر ، ويصبح غير مرئي ، وفي النهاية لا يتم استخدامه بعد الآن. قد يتم دعم تفوق معنى معين على آخر من خلال القطع الأثرية التي تمثل المعاني المرفقة ، مثل العلامات على المباني ، والتعديلات الهيكلية للبيئة المادية ، أو الرموز والتفسيرات للأهمية الاجتماعية والثقافية للأماكن والأشياء في التمثيلات المكانية المرئية عبر وسائل الإعلام الجغرافية.[بحاجة لمصدر]</link>
وبالتالي ، فإن التملك الناضج للفضاء يتضمن الارتباط الواعي للمعنى بالإضافة إلى إدراك المعاني التي يعلقها الآخرون على الأماكن. إنه يتضمن حساسية للعديد من المعاني التي تنقلها وتخبئها الخطاب السائد. وبالتالي ، فإن مفاتيح الاستيلاء الناضج للفضاء هي تفكيك المعاني المنتجة اجتماعياً ، فضلاً عن القدرة على إيصال المعاني الخاصة التي يحتمل أن تكون متناقضة والتفاوض بشأنها مع الآخرين. غالبًا ما يتم التوسط في هذه العملية من خلال تكوين هوية مكانية جماعية. بالنظر إلى أن الفضاء - استخداماته وأهميته الرمزية - غالبًا ما يكون موقعًا للنضال الاجتماعي والسياسي ، فإنه يصبح حاوية للعمل بينما في نفس الوقت تشكل تطور المجموعة لـ "نحن". على وجه الخصوص ، عندما تعيد المجموعات تخيل الفضاء العام للاستخدامات السياسية ، فإن هذا التعبير عن المواطنة المكانية هو نتيجة هوية جماعية مستنيرة مكانيًا. 

## المواطنة المكانية في مجتمع المعلومات الجغرافية
تعد الوسائط الجغرافية (الوسائط الجغرافية) مهمة بشكل خاص لإرفاق المعنى بالأماكن لأنها تربط بوضوح الموقع والمعلومات والتصور. بالإضافة إلى ذلك ، تمثل الوسائط الجغرافية بشكل أساسي معاني فردية من بين العديد من المعاني الممكنة. في الوقت الحاضر ، أصبحت الوسائط الجغرافية حاضرة أكثر فأكثر في الحياة اليومية بسبب الحوسبة المتنقلة جنبًا إلى جنب مع تطبيقات Geoweb . على سبيل المثال ، الخرائط على الهواتف الذكية ترشد الناس في أفعالهم اليومية ، ولكن في نفس الوقت تحد من فرصهم في العمل من خلال الحد من تنوع المعاني المحتملة. 
يفهم علماء المواطنة المكانية وسائل الإعلام الجغرافية على أنها أدوات للتفكير والتواصل .
- يعني التفكير في وسائل الإعلام الجغرافية التفكير في قيود المعاني المعطاة سابقًا باستخدام نظريات رسم الخرائط النقدي للتساؤل عن الجوانب ذات الصلة المحتملة بمشكلة مكانية معينة أو اتخاذ القرار التي يتم تضمينها واستبعادها في المعاني المعطاة. [11] في الوقت نفسه ، يتطلب التأمل الذاتي أن تكون على دراية ببناء الفرضية الذاتية للفرد أثناء استخدام الوسائط الجغرافية. [12] يسمح كلا الجانبين بتخصيص أكثر نضجًا للمساحة باستخدام الوسائط الجغرافية ، مع إدراك واكتساب نظرة ثاقبة لعملية بناء المعاني المرتبطة بالفضاء.
- يعني التواصل مع الوسائط الجغرافية التواصل باستخدام التمثيلات المكانية. بفضل أدوات رسم خرائط الويب سهلة الاستخدام داخل Geoweb ، يمكن للمستخدمين ( المستهلكين ) بسهولة إنتاج الوسائط الجغرافية الخاصة بهم ومشاركتها على مستوى الويب. تسمح ميزات التعاون بالتفاوض حول إنشاءات الفضاء مع مستخدمين آخرين ، على سبيل المثال من خلال المعلومات الجغرافية التطوعية (VGI). تدرس دراسة المواطنة المكانية الذاتية ، والتأثير على العمل اليومي ، وعلاقات القوة الاجتماعية ، والمنافسة ، والتفاوض في VGI.[بحاجة لمصدر]</link> تهدف المواطنة المكانية أيضًا إلى زيادة الوعي بالمعلومات الجغرافية التي ينتجها المستخدمون بشكل غير إرادي من خلال جمع البيانات تلقائيًا التي تتضمنها العديد من منصات Geoweb (خاصة الهواتف المحمولة) لدعم مصالح مقدمي الخدمة (انظر الخدمات القائمة على الموقع ).

## التعليم
الهدف من التعليم من أجل المواطنة المكانية هو تمكين المتعلمين من تحقيق تخصيص انعكاسي للمساحة كأساس للعمل الناضج في الفضاء من خلال استخدام الوسائط الجغرافية العاكسة والإنتاج النشط للوسائط الجغرافية.  باستخدام مجموعة متنوعة من بيئات التعلم الموجهة نحو احتياجات المتعلمين ، فإن النهج التعليمي للمواطنة المكانية قابل للتطبيق على مستويات مختلفة من التعليم الابتدائي إلى التعليم العالي . بصرف النظر عن الكفاءة التكنولوجية ، يهدف تعليم المواطنة المكانية إلى كفاءتين رئيسيتين إضافيتين:
- القدرة على تحقيق استخدام انعكاسي للوسائط الجغرافية ، مع فهم عملية البناء الاجتماعي للمساحات ، نتيجة إما القبول الواعي لمعاني معينة أو إنتاج معاني بديلة.
- القدرة على توصيل المعاني البديلة بشكل فعال مع الوسائط الجغرافية واستخدام الوسائط الجغرافية كأدوات لدعم النقاش في عمليات التفاوض حول المعاني المتناقضة.

## الاستجابة العلمية
يعزز مشروع SPACIT الذي تموله المفوضية الأوروبية التعليم من أجل المواطنة المكانية من خلال تطوير معايير تدريب المعلمين والمناهج والوحدات التعليمية لتعليم المعلمين.  مشروع آخر ممول من الاتحاد الأوروبي ، Digital-earth.eu ، مرتبط بمشروع SPACIT من خلال ربط أصحاب المصلحة باستخدام أو المهتمين باستخدام الوسائط الجغرافية في التعليم.  لقد دعمت المواطنة المكانية من خلال إنشاء معايير تعليمية ، وجمع أمثلة لأفضل الممارسات ، وتوفير بيئات تعلم قابلة للتطبيق على المعلمين في مواقف الفصول الدراسية اليومية. كما روجت Digital-earth.eu لهذه المفاهيم المتعلقة بالمواطنة المكانية في الدوائر السياسية المعنية بتطوير أهداف Europe2020. 